# Athamanta cretensis
Athamanta cretensis är en växtart i släktet Athamanta och familjen flockblommiga växter. Den beskrevs av Carl von Linné 1753.
Athamanta cretensis är en perenn art som förekommer i centrala och södra Europa.